# Markovice
Markoviće es un pueblo del municipio de Kuršumlija, Serbia . Según el censo de 2002, el pueblo tiene una población de 52 personas. 